# 矢田南
- 日本 > 愛知県 > 名古屋市 > 東区 > 矢田南
- 日本 > 愛知県 > 名古屋市 > 千種区 > 矢田南

矢田南（やだみなみ）は、愛知県名古屋市東区・千種区の地名。現行行政地名は矢田南一丁目から矢田南五丁目。住居表示実施。

## 地理
名古屋市東区矢田南は区東部に位置する。南は出来町三丁目・古出来二丁目・古出来三丁目・千種区萱場一丁目、北は矢田・矢田東・大幸一丁目に接する。
また、千種区矢田南二丁目が同区北端部の道路上にのみ存在する。

## 歴史

### 町名の由来
矢田町の南側に位置することによる。

### 沿革
- 1935年（昭和10年） - 当地を含む土地に三菱重工業が工場を設置し、航空機生産を行った[4]。
- 1944年（昭和19年） - 名古屋大空襲により三菱の工場が壊滅する[4]。
- 1949年（昭和24年） - 日本専売公社（現・日本たばこ産業）名古屋工場が設置される[4]。
- 1979年（昭和54年）5月5日 - 東区矢田南一丁目が古出来町・新出来町・東大曽根町・矢田町の各一部により、東区矢田南二丁目が古出来町・矢田町の各一部により、東区矢田南三丁目および同区矢田南四丁目が矢田町の一部により、東区矢田南五丁目が矢田町・東大曽根町の各一部によりそれぞれ成立する[1]。千種区矢田南二丁目が千種区萱場町の一部により成立[5]。
- 1980年（昭和55年）11月23日 - 千種区矢田南二丁目に同区萱場町の一部が編入される[5]。
- 2004年（平成16年）11月20日 - 東区東大曽根町（中4丁目・東1丁目・南4丁目・本通6丁目・永府・東沖・八神）の一部を同区矢田南五丁目へ編入[WEB 6]。

## 世帯数と人口
2019年（平成31年）2月1日現在の世帯数と人口は以下の通りである。
| 区   | 丁目                 | 世帯数  | 人口    |
| ---- | -------------------- | ------- | ------- |
| 東区 | 矢田南一丁目         | 225世帯 | 572人   |
| 東区 | 矢田南二丁目         | 281世帯 | 490人   |
| 東区 | 矢田南三丁目         | 251世帯 | 572人   |
| 東区 | 矢田南四丁目・五丁目 | 82世帯  | 163人   |
| 東区 | 計                   | 839世帯 | 1,797人 |

### 人口の変遷
国勢調査による人口の推移
| 2000年（平成12年） | 1,370人 | [ WEB 7 ]  |  |
| 2005年（平成17年） | 1,396人 | [ WEB 8 ]  |  |
| 2010年（平成22年） | 1,725人 | [ WEB 9 ]  |  |
| 2015年（平成27年） | 1,804人 | [ WEB 10 ] |  |

## 学区
市立小・中学校に通う場合、学校等は以下の通りとなる。また、公立高等学校に通う場合の学区は以下の通りとなる。なお、小・中学校は学校選択制度を導入しておらず、番毎で各学校に指定されている。
| 区   | 丁目         | 小学校                                    | 中学校                                    | 高等学校 |
| ---- | ------------ | ----------------------------------------- | ----------------------------------------- | -------- |
| 東区 | 矢田南一丁目 | 名古屋市立明倫小学校 名古屋市立矢田小学校 | 名古屋市立桜丘中学校 名古屋市立矢田中学校 | 尾張学区 |
| 東区 | 矢田南二丁目 | 名古屋市立矢田小学校                      | 名古屋市立矢田中学校                      | 尾張学区 |
| 東区 | 矢田南三丁目 | 名古屋市立矢田小学校                      | 名古屋市立矢田中学校                      | 尾張学区 |
| 東区 | 矢田南四丁目 | 名古屋市立矢田小学校                      | 名古屋市立矢田中学校                      | 尾張学区 |
| 東区 | 矢田南五丁目 | 名古屋市立矢田小学校                      | 名古屋市立矢田中学校                      | 尾張学区 |

## 施設

### 矢田南一丁目
- 六所社[4]

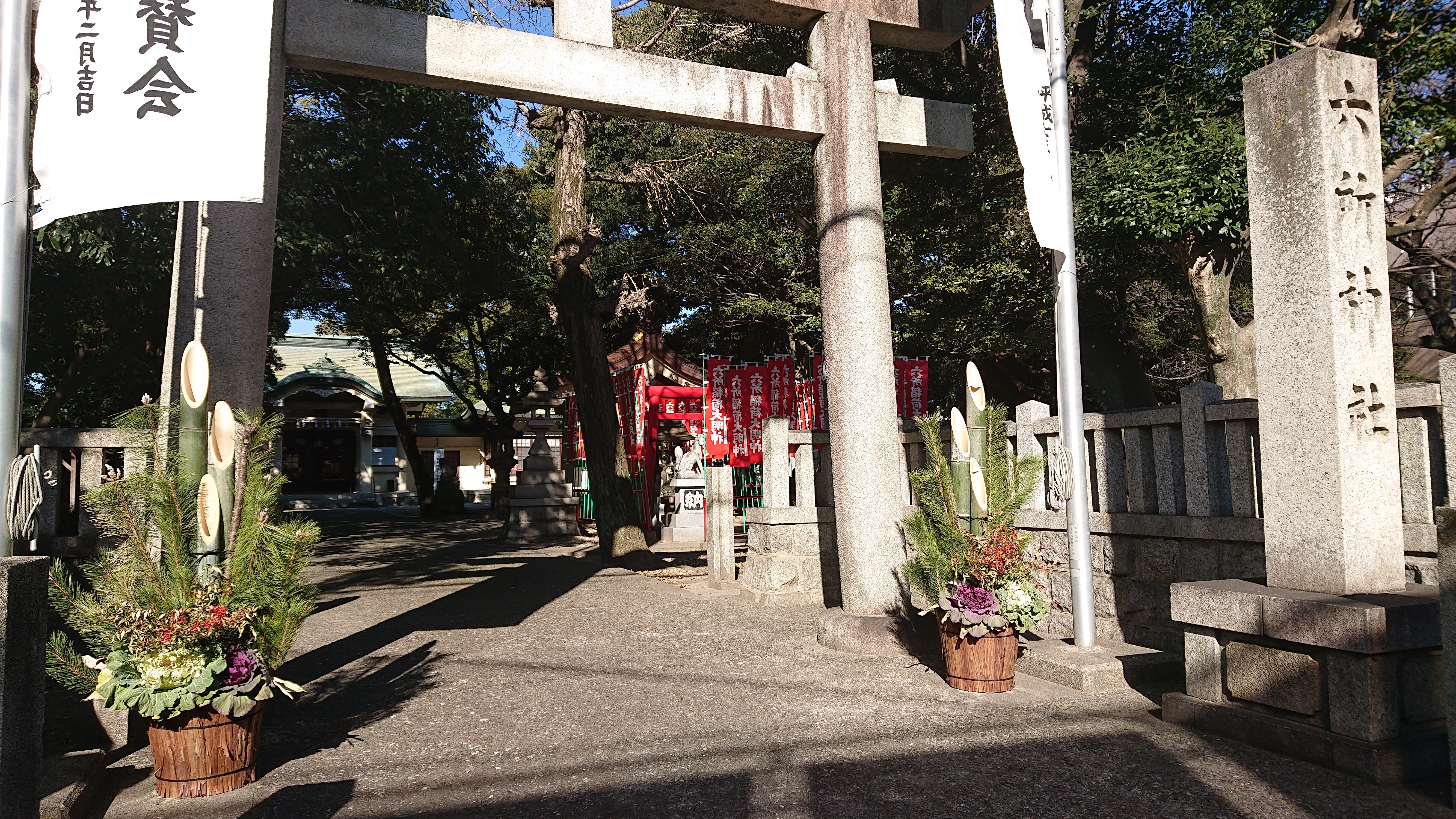
六所社

### 矢田南二丁目

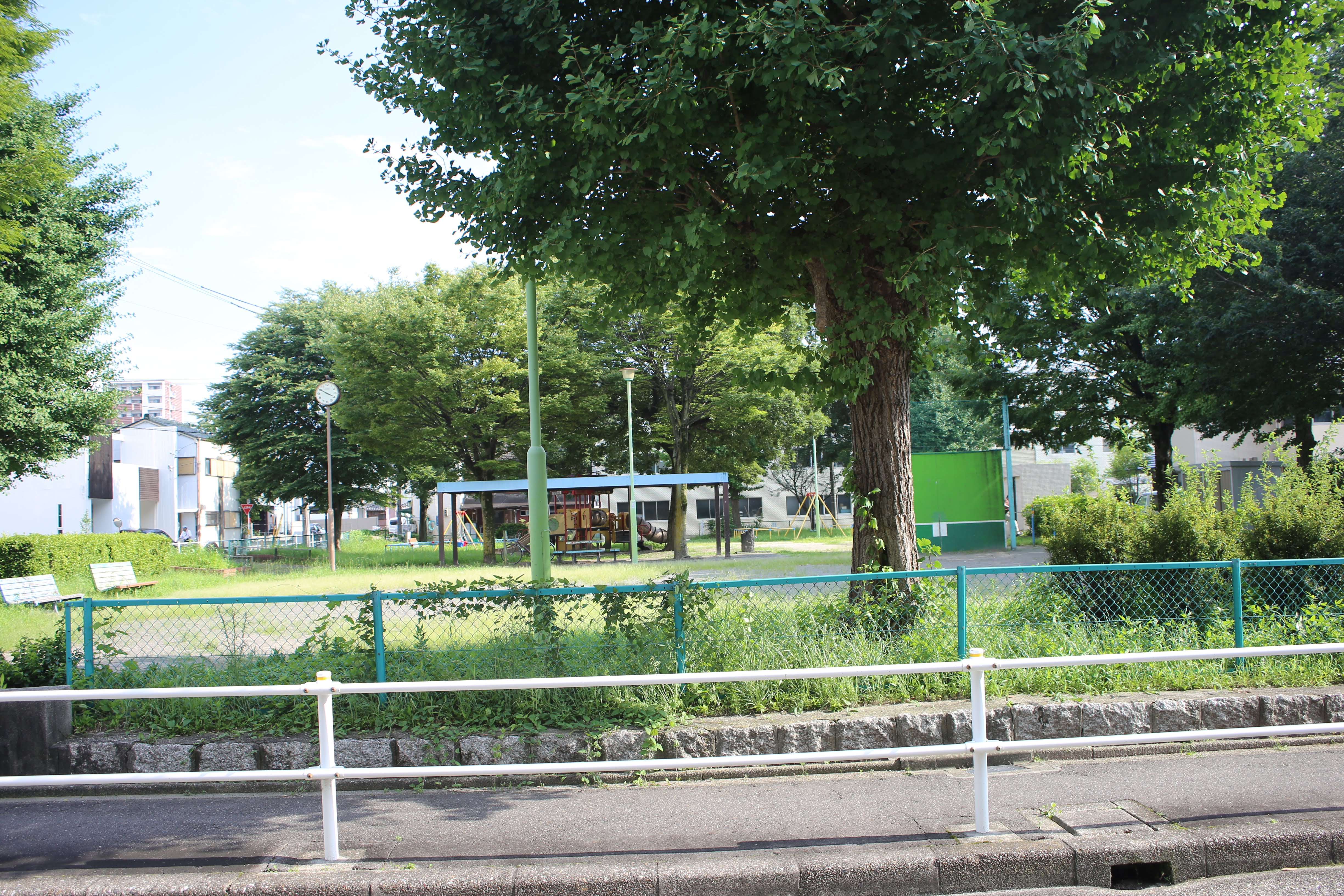
六所社公園

1956年（昭和31年）10月15日供用開始。
- 六所社公園

### 矢田南三丁目
- 第二あすなろどんぐりひろば[WEB 14]

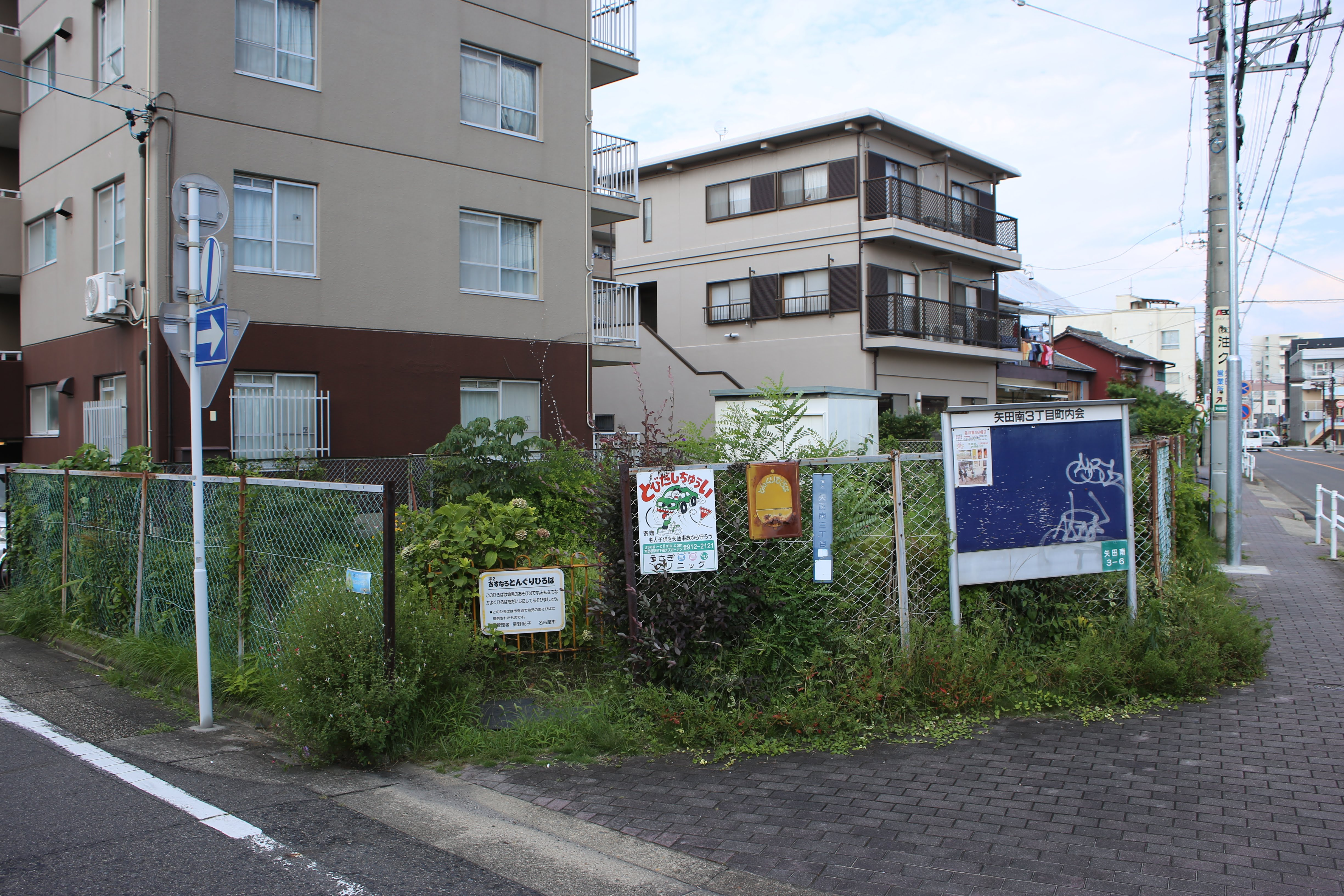
第二あすなろどんぐりひろば

### 矢田南四丁目

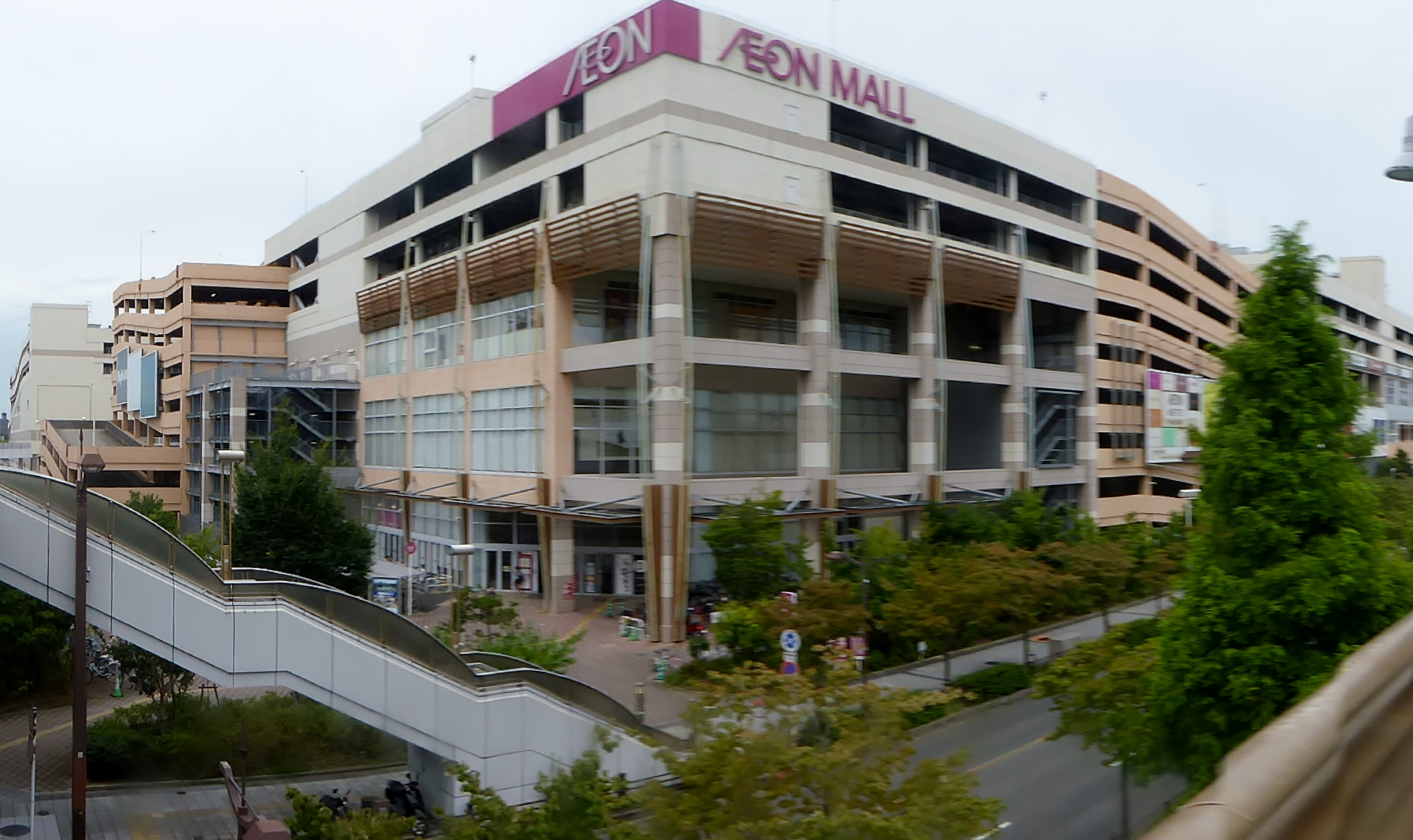
イオンモールナゴヤドーム前
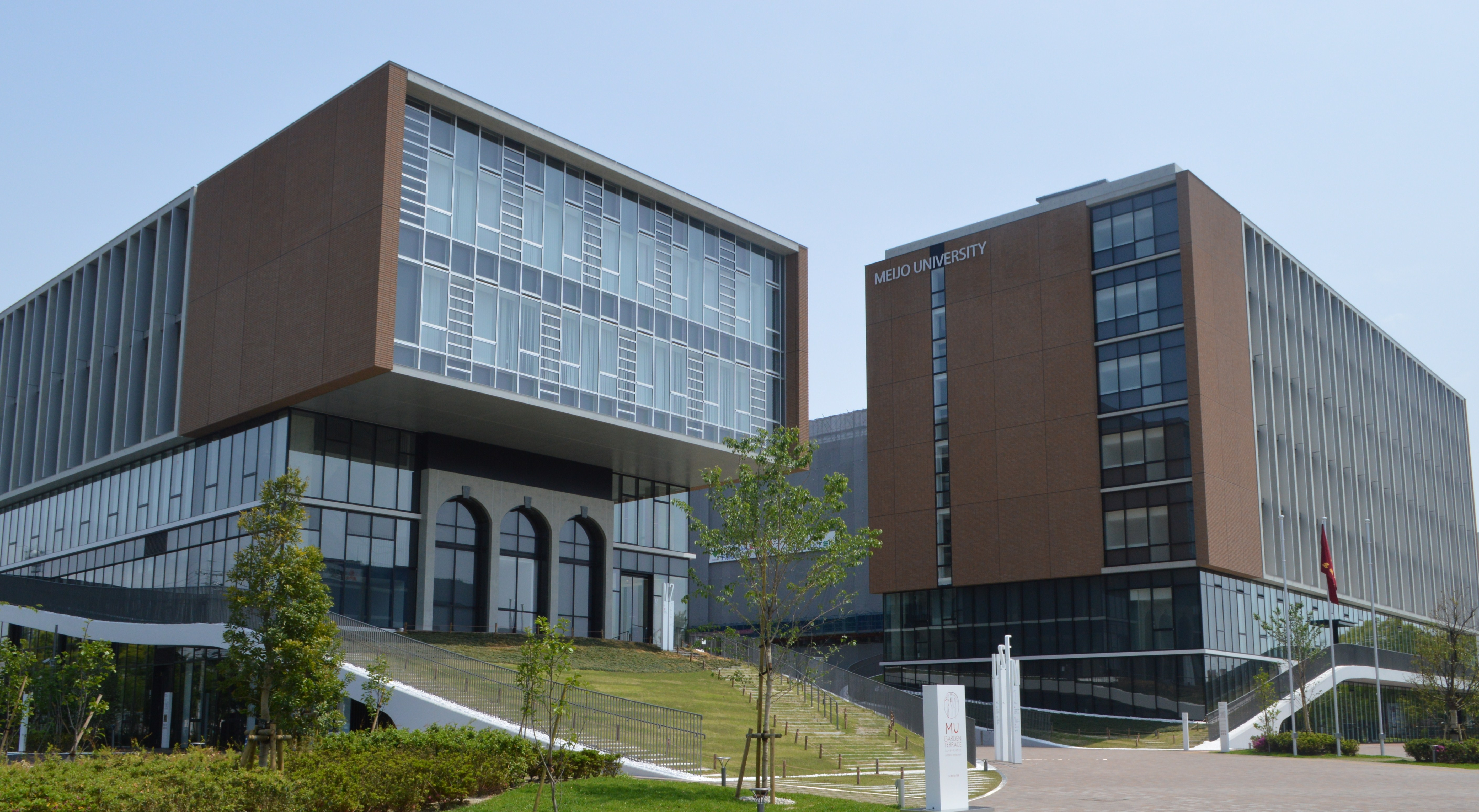
名城大学ナゴヤドーム前キャンパス
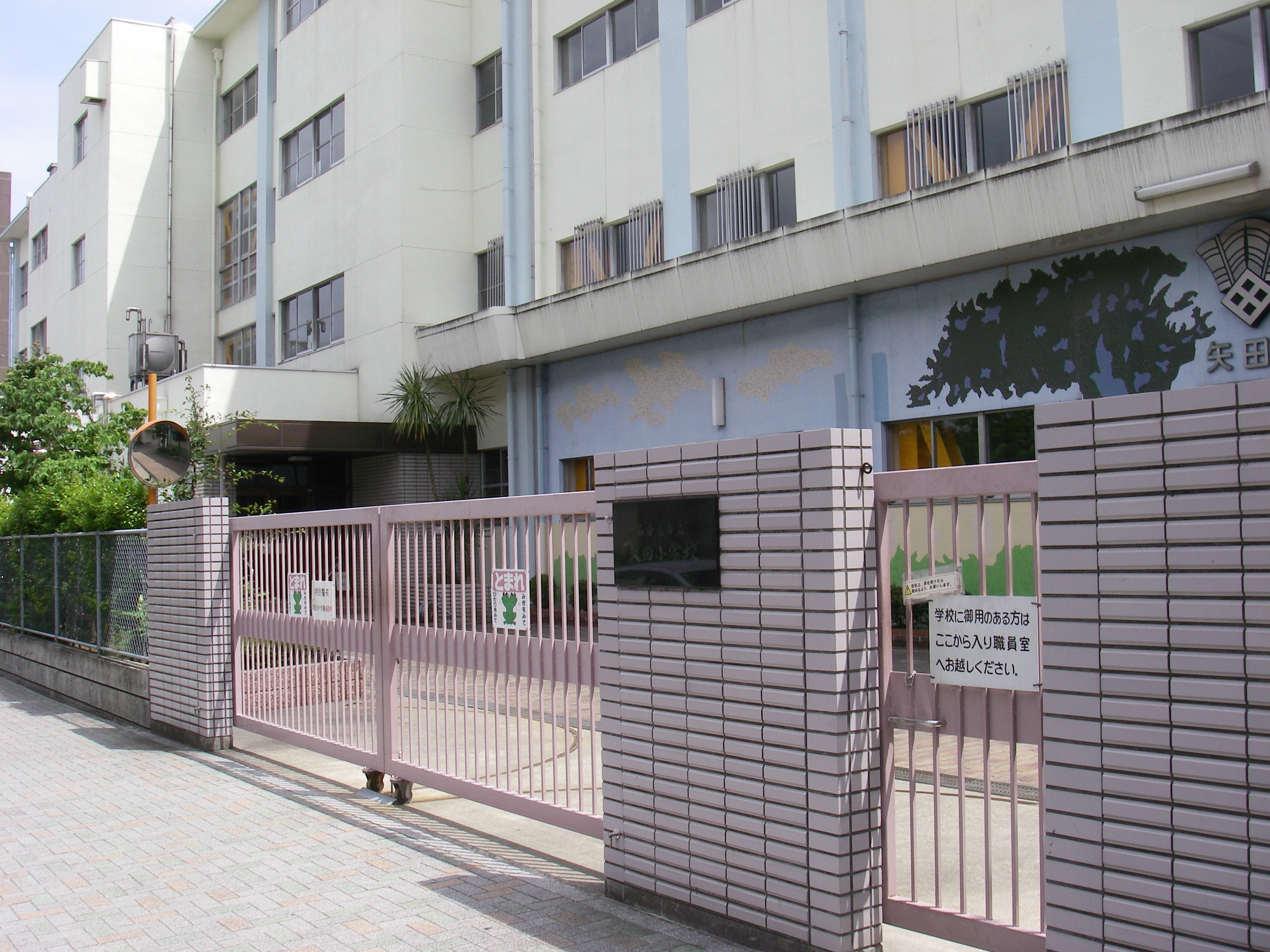
名古屋市立矢田小学校
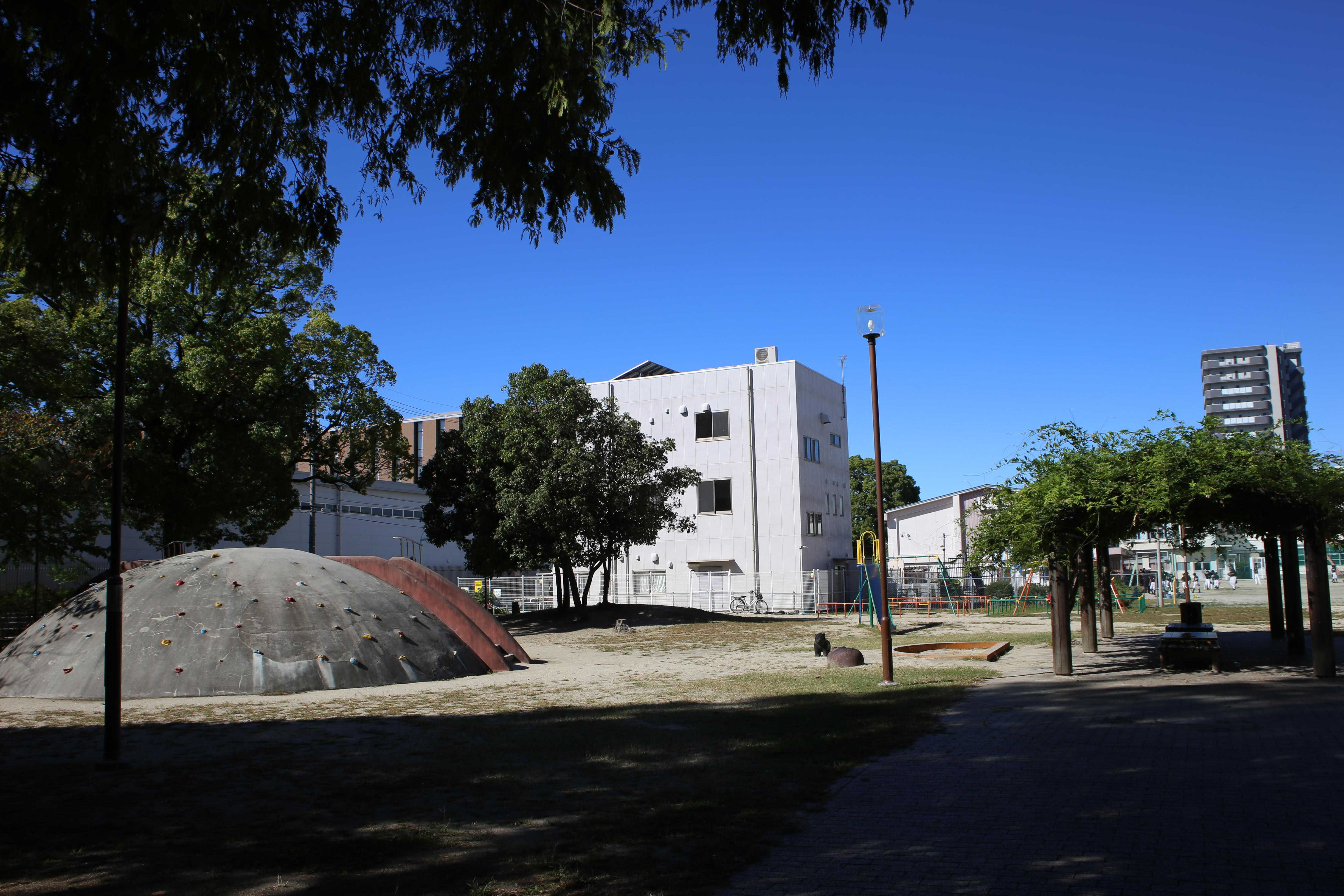
矢田公園
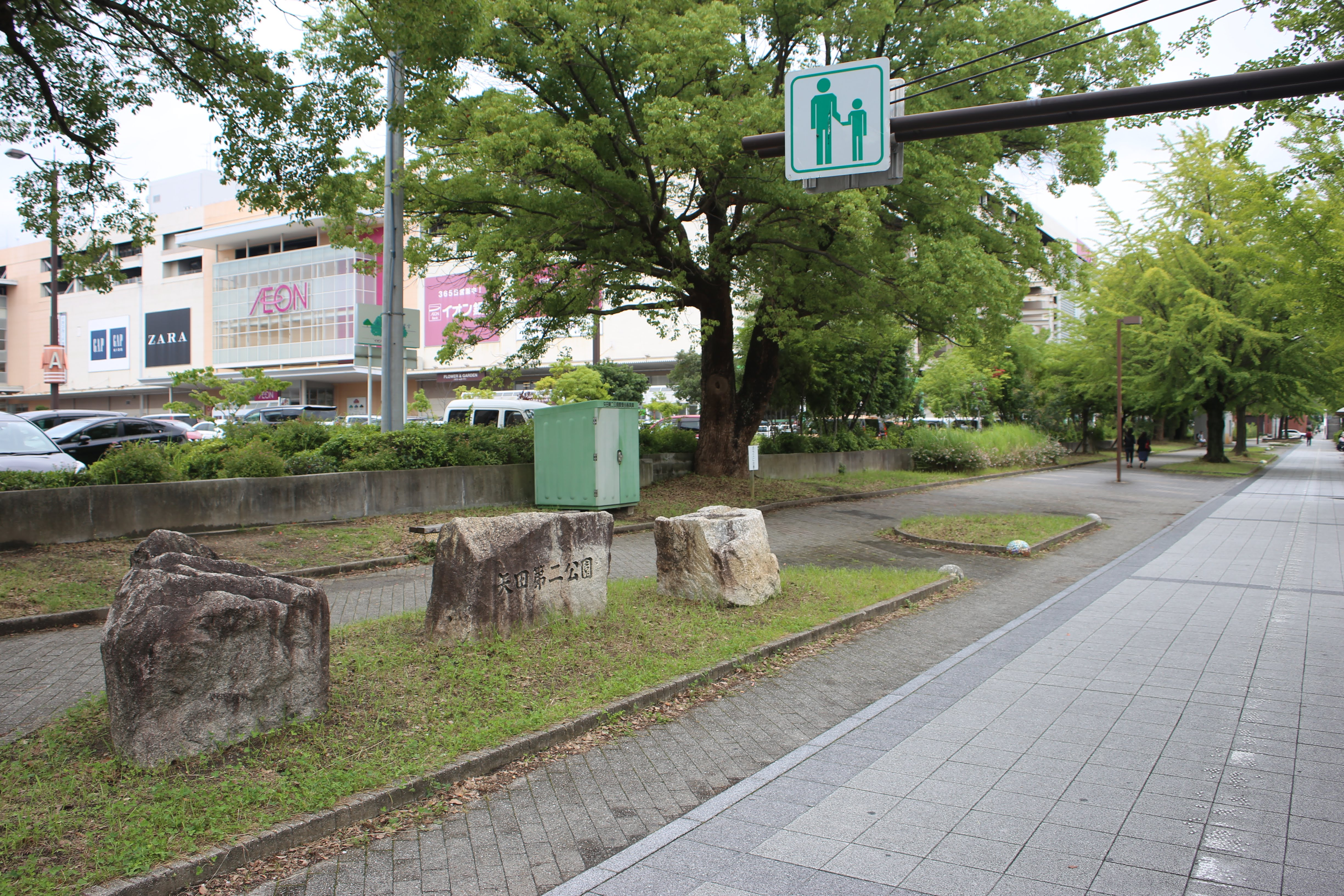
矢田第二公園
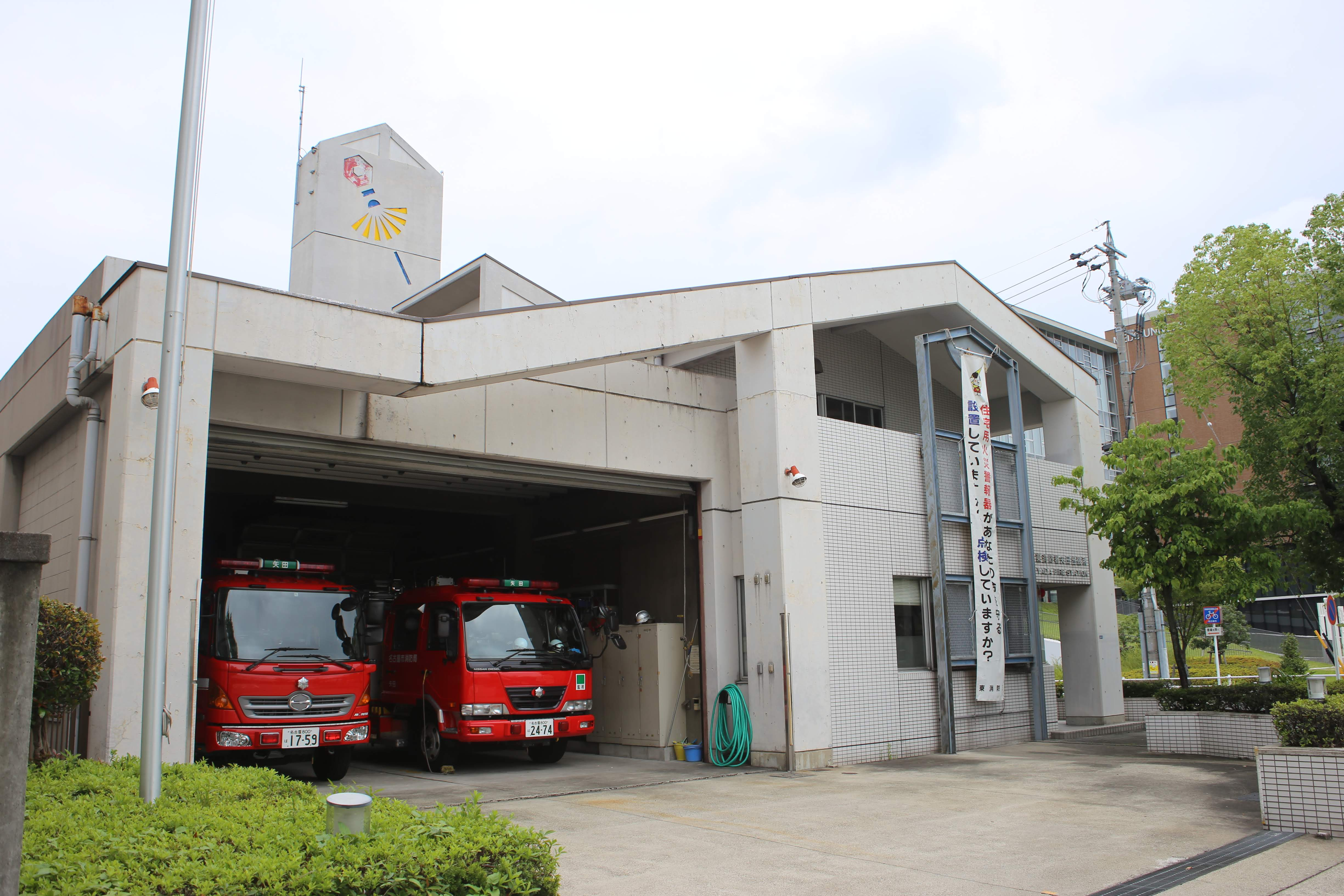
東消防署矢田出張所

1956年（昭和31年）10月15日供用開始。
- 矢田第二公園

1956年（昭和31年）10月15日供用開始。
- 名古屋市消防局東消防署矢田出張所

- イオンモールナゴヤドーム前
- 名城大学ナゴヤドーム前キャンパス
- 名古屋市立矢田小学校
- 矢田公園
- 矢田第二公園
- 東消防署矢田出張所

### 矢田南五丁目
- 三菱電機名古屋製作所[2]

1924年（大正13年）、中小モーターを量産する工場として操業を開始する。
- 三菱電機産業メカトロニクス製作所

2021年（令和3年）三菱電機名古屋製作所のメカトロニクス事業を移管のため、設立。
- 名古屋ダイヤモンドドルフィンズ株式会社事業本部
- アスティ大曽根
- ミュープラット大曽根

名古屋鉄道により開発された商業施設。鉄骨造2階建で、17店舗が入る。2020年（令和2年）開業。ミュープラットは名鉄による駅併設型の商業施設で、2014年（平成26年）の金山駅を皮切りに江南駅・常滑駅に展開。大曽根は4箇所目にあたる。

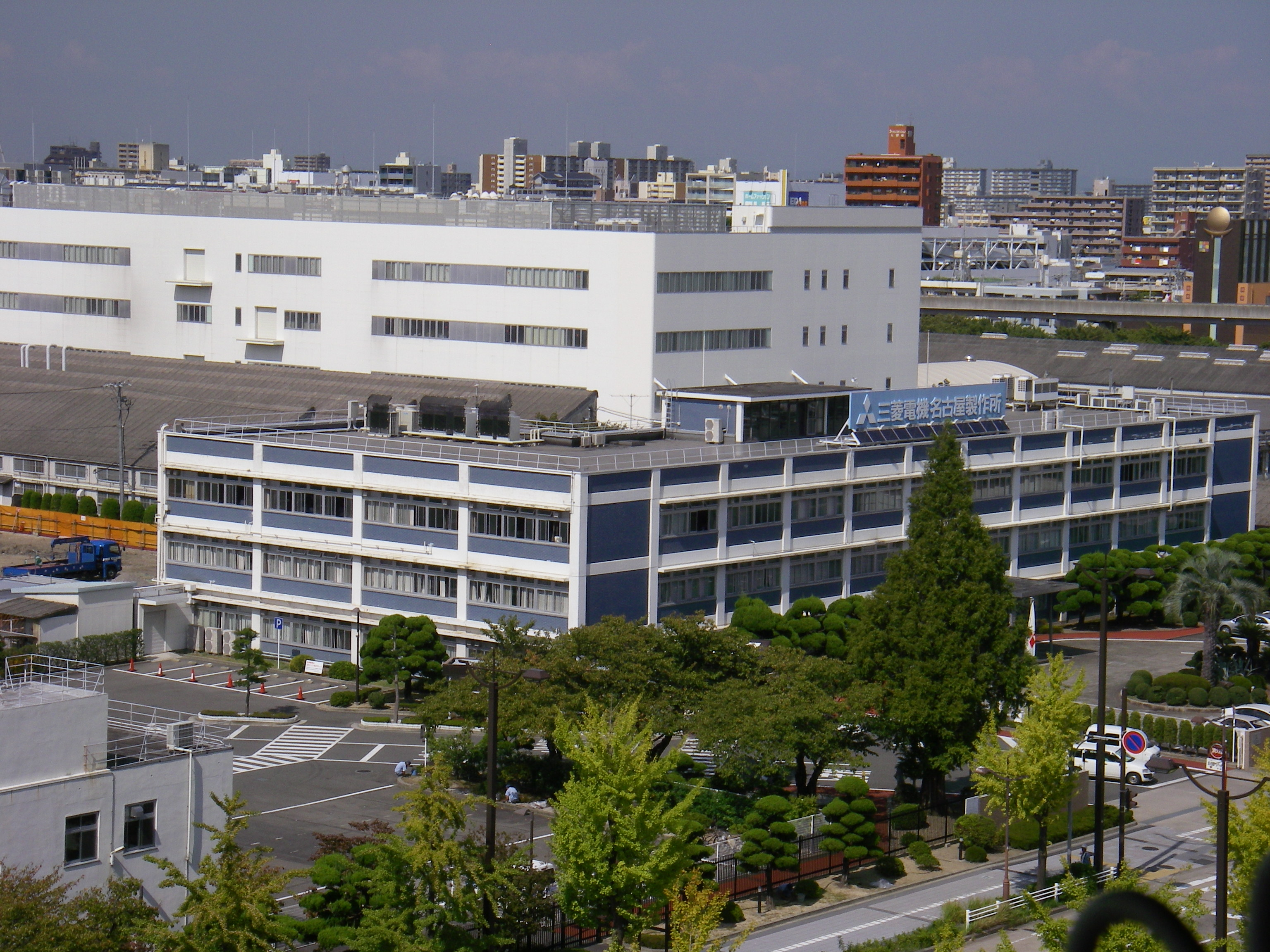
三菱電機名古屋製作所（2012年10月）
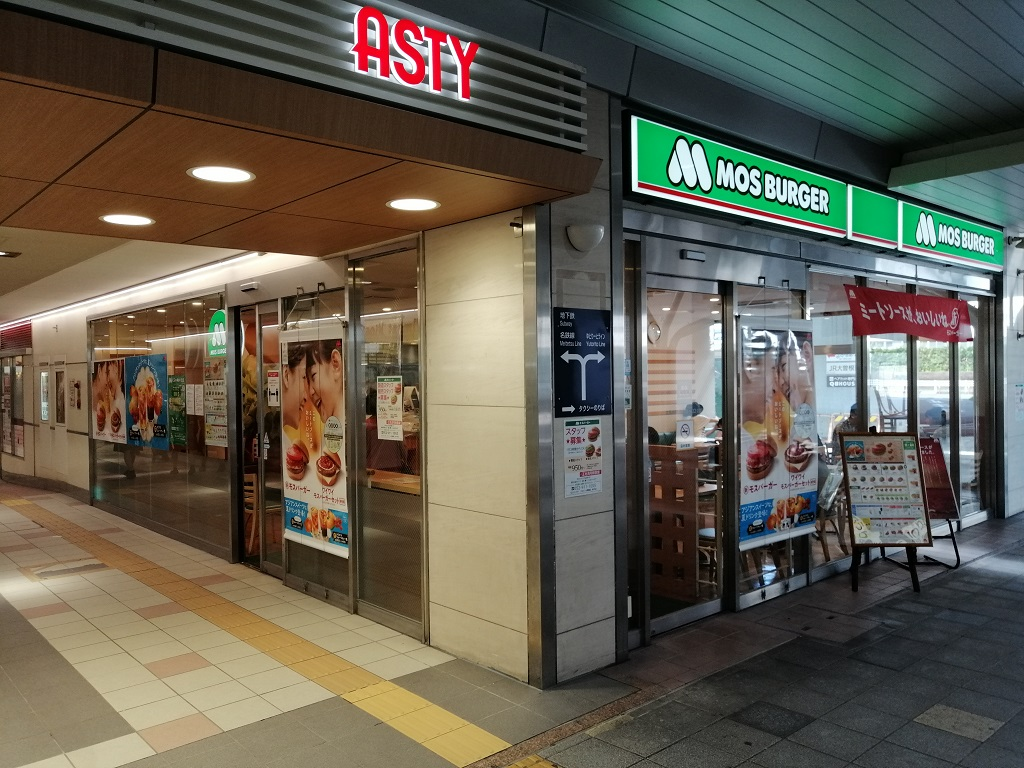
アスティ大曽根
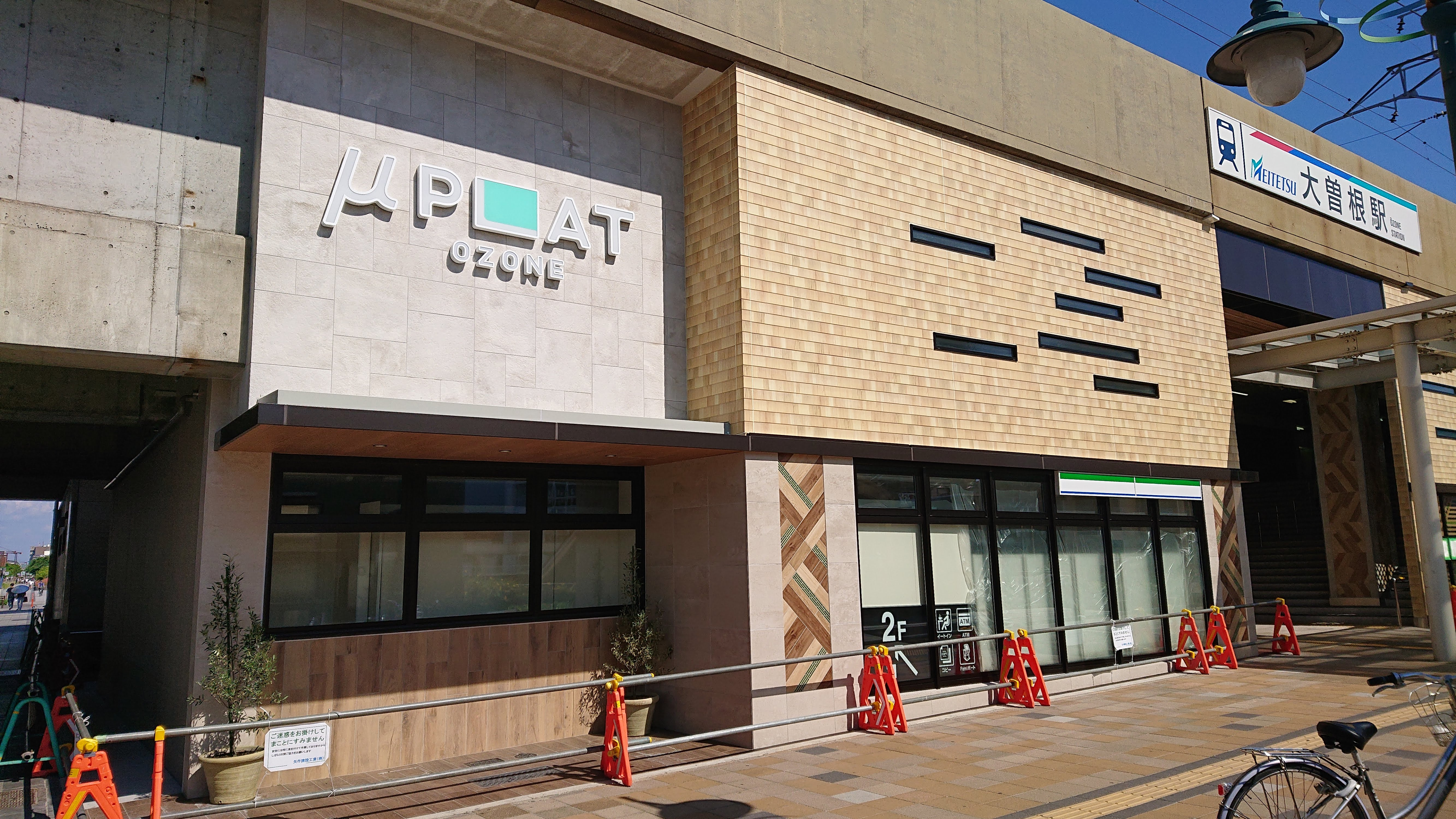
ミュープラット大曽根

## その他

### 日本郵便
- 郵便番号 : 461-0048（東区）[WEB 3]（集配局：名古屋東郵便局[WEB 18]）。

### WEB
1. 1 2  “愛知県名古屋市東区の町丁・字一覧”.   人口統計ラボ. 2017年10月7日閲覧。
2. 1 2  “町・丁目(大字)別、年齢(10歳階級)別公簿人口(全市・区別)”.   名古屋市 (2019年2月20日). 2019年3月10日閲覧。
3. 1 2  “郵便番号”.  日本郵便. 2019年3月17日閲覧。
4. ↑  “市外局番の一覧”.   総務省. 2019年1月6日閲覧。
5. ↑  名古屋市役所市民経済局地域振興部住民課町名表示係 (2017年3月15日). “東区の町名一覧”.   名古屋市. 2017年10月7日閲覧。
6. ↑  名古屋市役所市民経済局地域振興部住民課町名表示係 (2013年6月6日). “東区及び北区の一部で住居表示を実施(平成16年11月20日実施)”.   名古屋市. 2019年8月4日閲覧。
7. ↑  名古屋市役所総務局企画部統計課統計係 (2005年7月1日). “（刊行物）名古屋の町(大字)・丁目別人口 (平成12年国勢調査) 東区” (xls). 2017年10月8日閲覧。
8. ↑  名古屋市役所総務局企画部統計課統計係 (2007年6月29日). “平成17年国勢調査　名古屋の町(大字)別・年齢別人口 東区” (xls). 2017年10月8日閲覧。
9. ↑  名古屋市役所総務局企画部統計課統計係 (2012年6月29日). “平成22年国勢調査　名古屋の町(大字)別・年齢別人口 東区” (xls). 2017年10月8日閲覧。
10. ↑  名古屋市役所総務局企画部統計課統計係 (2017年7月7日). “平成27年国勢調査　名古屋の町(大字)別・年齢別人口” (xls). 2017年10月8日閲覧。
11. ↑  “市立小・中学校の通学区域一覧”.   名古屋市 (2018年11月10日). 2019年1月14日閲覧。
12. ↑  “平成29年度以降の愛知県公立高等学校（全日制課程）入学者選抜における通学区域並びに群及びグループ分け案について”.   愛知県教育委員会 (2015年2月16日). 2019年1月14日閲覧。
13. 1 2 3  “都市公園の名称、位置及び区域並びに供用開始の期日” (2019年5月1日). 2019年11月3日閲覧。
14. ↑  名古屋市役所子ども青少年局子育て支援部子育て支援課子育て支援係 (2020年1月24日). “東区のどんぐりひろば一覧”.   名古屋市. 2021年4月4日閲覧。
15. ↑  “三菱電機、「産業メカトロニクス製作所」を名古屋製作所敷地内に設立”. 日本経済新聞社. (2021年3月1日) 2021年4月4日閲覧。
16. 1 2 3  “名鉄／新型ウイルス影響で「ミュープラット大曽根」開業延期”.   流通ニュース (2020年4月15日). 2020年5月7日閲覧。
17. 1 2  “名鉄、大曽根の商業施設で開業延期　「安全を最優先」”. 日本経済新聞社. (2020年4月15日) 2020年5月7日閲覧。
18. ↑  郵便番号簿 平成29年度版 - 日本郵便. 2019年03月10日閲覧 (PDF)

### 文献
1. 1 2  名古屋市計画局 1992, p. 742.
2. 1 2 3 4 5  「角川日本地名大辞典」編纂委員会 1989, p. 1515.
3. ↑  「角川日本地名大辞典」編纂委員会 1989, p. 1471.
4. 1 2 3 4 5  名古屋市計画局 1992, p. 159.
5. 1 2  名古屋市計画局 1992, p. 728.
6. ↑  日刊工業新聞名古屋支社 1985, p. 76.